# Zygophlebia mathewsii
Zygophlebia mathewsii är en stensöteväxtart som först beskrevs av Kze. och Georg Heinrich Mettenius, och fick sitt nu gällande namn av Luther Earl Bishop. Zygophlebia mathewsii ingår i släktet Zygophlebia och familjen Polypodiaceae. Inga underarter finns listade.